# A.C. Milan w sezonie 1916/1917

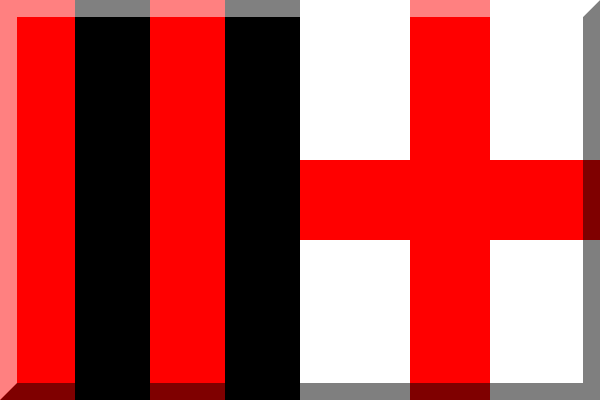
Klubowe barwy Milanu

Osiągnięcia piłkarskiego zespołu A.C. Milan w sezonie 1916/1917.

## Osiągnięcia
Brak startów w oficjalnych rozgrywkach, Milan wystartował i triumfował w Regionalnym Pucharze Lombardii.

## Podstawowe dane
- Oficjalna nazwa klubu: Milan Cricket and Foot-Ball Club
- Siedziba klubu: Birreria Colombo, Via U. Foscolo 2
- Boisko: Velodromo Sempione
- Prezes klubu:  Piero Pirelli I
- Trener zespołu: brak
- Kapitan drużyny:  Aldo Cevenini I